# Begonia rhodantha
Begonia rhodantha là một loài thực vật có hoa trong họ Thu hải đường. Loài này được Ridl. mô tả khoa học đầu tiên năm 1916.